# Кубок Азербайджану з футболу 2018—2019
Кубок Азербайджану з футболу 2018–2019 — 26-й розіграш кубкового футбольного турніру в Азербайджані. Титул вперше здобула Габала.

## Календар
| Раунд        | Дата                    | Матчі | Клуби  |
| ------------ | ----------------------- | ----- | ------ |
| Перший раунд | 6 грудня 2018           | 4     | 12 → 8 |
| 1/4 фіналу   | 15-16/19-20 грудня 2018 | 8     | 8 → 4  |
| 1/2 фіналу   | 23 квітня/1 травня 2019 | 4     | 4 → 2  |
| Фінал        | 19 травня 2019          | 1     | 2 → 1  |

## Перший раунд
| Команда 1     | Рахунок | Команда 2 |
| ------------- | ------- | --------- |
| 6 грудня 2018 |         |           |
| Агсу (2)      | 0:3     | Сабах     |
| Шювалан (2)   | 0:3     | Кешла     |
| Карадаг (2)   | 0:4     | Сумгаїт   |
| Кяпаз (2)     | 0:4     | Сабаїл    |

## 1/4 фіналу
| Команда 1         | Заг. | Команда 2 | 1-й матч | 2-й матч |
| ----------------- | ---- | --------- | -------- | -------- |
| 15/19 грудня 2018 |      |           |          |          |
| Нефтчі            | 1:2  | Сумгаїт   | 0:2      | 1:0      |
| Зіра              | 4:2  | Сабаїл    | 1:0      | 3:2      |
| 16/20 грудня 2018 |      |           |          |          |
| Габала            | 2:0  | Сабах     | 1:0      | 1:0      |
| Карабах (Агдам)   | 2:1  | Кешла     | 1:0      | 1:1      |

## 1/2 фіналу
| Команда 1               | Заг.    | Команда 2       | 1-й матч | 2-й матч |
| ----------------------- | ------- | --------------- | -------- | -------- |
| 23 квітня/1 травня 2019 |         |                 |          |          |
| Сумгаїт                 | 3:3 (ч) | Зіра            | 0:0      | 3:3      |
| Габала                  | 2:2 (ч) | Карабах (Агдам) | 1:0      | 1:2      |

## Фінал
| 19 травня 2019 15:30 (EEST) |

| Габала          | 1:0      | Сумгаїт |
| --------------- | -------- | ------- |
| Жозеф-Монроз 3' | Протокол |         |

| Міський стадіон, Нахічевань Глядачів: 10 000 Арбітр: Інкілаб Меммедов |